# 1949 год в телевидении
Список 1949 год в телевидении описывает события в мире телевидения в 1949 году.

## События
- 29 июня — в Москве была проведена первая внестудийная передача — прямая трансляция футбольного матча со стадиона «Динамо».
- 29 ноября — началось вещание сербской государственной телерадиокомпании «Радио Нови Сад» (ныне — «Радио и телевидение Воеводины»).

### Без точных дат
- В продажу поступили первые телевизоры марки «КВН-49».
- Началось вещание общественно-правового вещателя «Радио Титограда» (ныне — «Радио и телевидение Черногории»).

## Родились
- 28 июня — Александр Панкратов-Чёрный, советский и российский актёр театра и кино, кинорежиссёр, поэт и телеведущий («Балда»).
- 8 декабря — Николай Самусь, неоднократный победитель «Своей игры», чемпион «Автомобильного кубка-2009» и астроном[1].